# Bredsjö–Grängens Järnväg
Bredsjö–Grängens Järnväg (BGJ) var en järnväg i Bergslagen med den ovanliga spårvidden 802 mm. Banan var 15 kilometer lång.

## Historia
Flera bruk i Bergslagen (Uddeholm, Bofors, Bredsjö, Hällefors m.fl.) bildade 1882 Bredsjö-Grängens trafikaktiebolag, som byggde en transportled från Nora och Hjulsjö bergslag till Bredsjö station vid Bergslagernas Järnvägar. Den bestod av en 25000 fot lång hästbana med spårvidden 2,5 fot (742 mm) från Bredsjö till Hjulsjö och en sjöled över Hjulsjön och sjön Grängen som sammanbands genom Bornsälven till byn Grängen. I Grängen anslöt Striberg-Grängens Järnväg 1887. Eftersom sjöleden var stängd på vintern, uppstod tanken på att utsträcka hästbanan från Hjulsjö till Grängen. Det fanns också en 2 200 fot lång hästbana mellan Nya Hyttan (Södra Hyttan) och sjön Grängen som anslöt till transportleden.
I stället beviljades en koncession den 14 juli 1893 för Bredsjö–Grängens Järnväg till Striberg-Grängens järnvägaktiebolag och redan den 27 november samma år hade både den nya bandelen och den ombyggda hästbanan räls och var grusad. Det byggdes broar över älvarna vid Hjulsjö och Nyhyttan (Södra Hyttan).
Banan öppnade för allmän trafik den 1 september 1894 efter att den hade upphört som en egen järnväg och var en del av nybildade Bredsjö-Degerfors Järnväg. År 1903 beslutades att bandelen Striberg-Grängen-Bredsjö skulle byggas om till normalspår 1435 mm som öppnades den 15 november 1907 som en del av Nora Bergslags Järnväg. I samband med ombyggnaden skedde mindre omläggningar av banan. Bansträckningen Grängen-Bredsjö revs 1980 av Nora Bergslags Järnväg.
Delar av banvallen är idag mindre vägar.

### Ägare
Det av Nora-Karlskoga Järnvägsaktiebolag helägda bolaget Striberg-Grängens järnvägsaktiebolag fick koncessionen för Bredsjö–Grängens Järnväg 1893 och köpte Bredsjö-Grängens trafikaktiebolag för att bygga om hästbanan till en del av den nya järnvägen. Samma år begärde ägaren, Nora-Karlskoga Järnvägsaktiebolag, att få slå ihop Bredsjö–Grängens Järnväg, Striberg-Grängens Järnväg och Vikern-Möckelns Järnväg till en järnväg. I november 1893 beviljade Kunglig Majestät detta och sammanslagningen verkställdes den 20 april 1894 vilket innebar att de tre järnvägarna slogs samman till den 97 km lång järnvägen Bredsjö-Degerfors Järnväg (BDJ) som ägdes av Nora-Karlskoga Järnvägsaktiebolag. Efter en planerad rekonstruktion 1905 köptes Nora-Karlskoga Järnvägs tillgångar av nybildade Nora Bergslags Järnvägsaktiebolag.

### Trafik
Bredsjö–Grängens Järnväg ägde inga egna lok utan trafiken hanterades från början liksom på Striberg-Grängens Järnväg av Vikern-Möckelns Järnväg. Vikern-Möckelns Järnväg köpte 1893 40 godsvagnar för banbygget och den blivande trafiken på Bredsjö–Grängens Järnväg.
Persontrafik på normalspåret lades ner den 22 maj 1966 och godstrafiken upphörde den 3 maj 1977 i samband med att banvallen rasade i närheten av Nyhammar söder om Bredsjö.